# Łukasz Belludi
Łukasz Belludi (wł. Luca Belludi) (ur. ok. 1195 w Padwie; zm. 17 lutego 1285 tamże) — zakonnik, franciszkanin, Błogosławiony Kościoła katolickiego.

## Życiorys
Pochodził ze szlacheckiej rodziny. W wieku 25 lat wstąpił do zakonu franciszkańskiego. Był uczniem i przyjacielem św. Antoniego z Padwy. W 1232 roku wziął udział w kanonizacji Antoniego z Padwy. Zmarł w opinii świętości. Kult jako błogosławionego został potwierdzony przez papieża Piusa XI w 1927 roku.